# Сюда, Пеэтер
Пе́этер Сю́да (эст. Peeter Süda; 30 января 1883, Люманда, Эзельский уезд, Лифляндская губерния, Российская империя — 3 августа 1920, Эстония) — эстонский композитор, органист, педагог. Известен преимущественно благодаря органной музыке.

## Биография
Пеэтер Сюда родился в семье хуторянина. Родители были очень религиозными и интересовались музыкой. В возрасте пяти лет Пеэтер Сюда начал заниматься органной игрой. Уроки музыки ему давал местный кистер.
С 1902 по 1911 год Сюда учился игре на органе в Санкт-Петербургской консерватории, сначала у Луи Гомилиуса (1845—1908), затем у Жака Хадшина (1886—1955). Начиная с 1909 он также учился композиции у российских профессоров А. Лядова и А. Глазунова.
В Санкт-Петербурге Сюда познакомился с эстонским композитором Мартом Сааром (1882—1963), который привлёк его к большому проекту по сбору эстонских народных песен, проводившемуся под эгидой Общества эстонских студентов (эст. Eesti Üliõpilaste Selts). В этом проекте Сюда участвовал каждое лето с 1905 по 1911 год.
В 1912 году Сюда переехал в Ревель. Там он давал уроки музыки и работал органистом. С 1919 года и до своей ранней кончины Сюда преподавал игру на органе, композицию и теорию музыки в Высшей музыкальной школе в столицы Эстонии.
Умер в Таллине 3 августа 1920 года. Похоронен на кладбище Сизелинна. Собранная музыкантом коллекция музыкальных инструментов, нот, книг и других предметов была положена в основу организованного в 1924 году Эстонского музея театра и музыки.

## Произведения

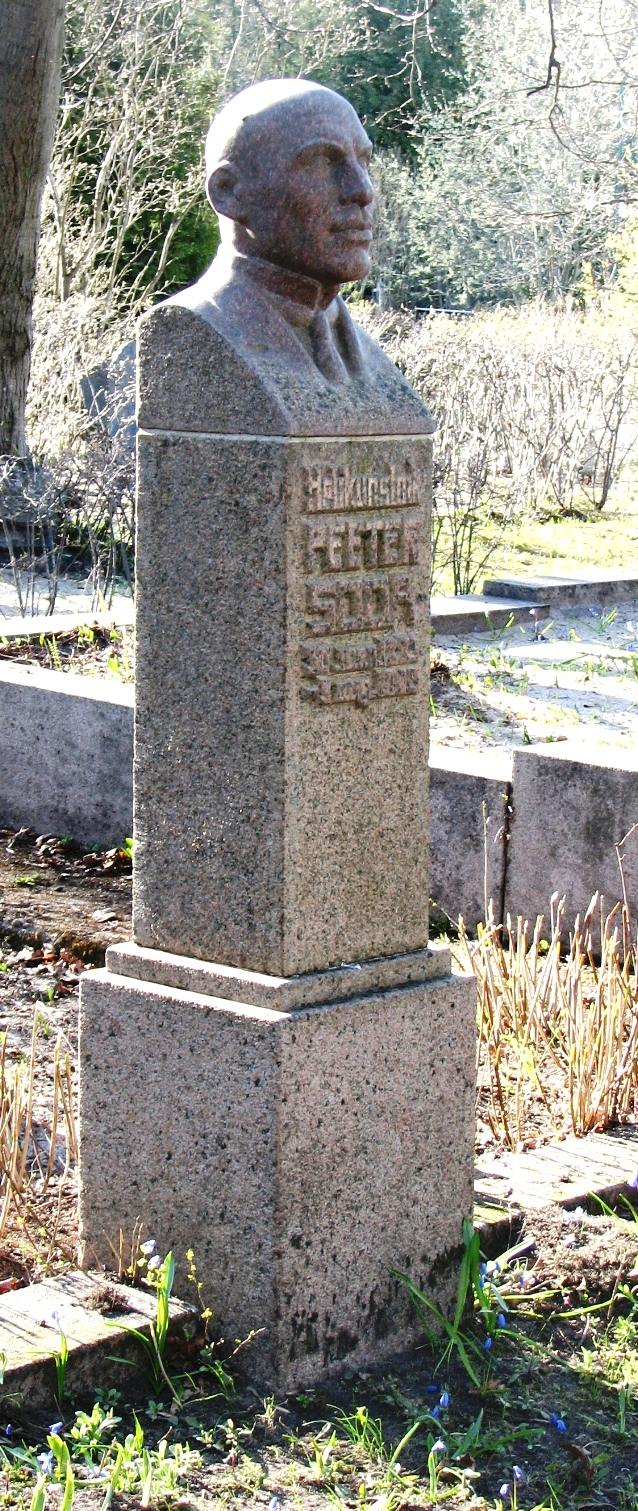
Надгробие Пеэтера Сюда на Таллиннском кладбище Сиселинна

Пеэтер Сюда писал в основном органные произведения. Большинство остались незаконченными из-за его ранней смерти. Как отмечается в издании «Кто есть кто в культуре Эстонии», «По форме и содержанию своего творчества Сюда продолжатель философских и общечеловеческих проблем, поставленных Рудольфом Тобиасом». 
Органные произведения
- Фуга фа-минор
- «Ave Maria»
- «Basso ostinato»
- Скерцино
- «Gigue a la Bach»
- Пастораль
- Прелюдия
- Фуга соль-минор

Произведения для фортепиано
- Фуга
- Скерцо
- Прелюдии

Прочее
- «Linakatkuja» (хоровая фуга)
- «Muremõtted» (песня-соло)

## Память
Именем Пеэтера Сюда названа улица в Таллине.